# Kawit
Kawit  ou Cavite est une municipalité de la province de Cavite, aux Philippines. C'est là que l'indépendance des Philippines fut déclarée par Emilio Aguinaldo le 12 juin 1898.